# Liriomyza aestiva
Liriomyza aestiva är en tvåvingeart som beskrevs av Zlobin 1997. Liriomyza aestiva ingår i släktet Liriomyza och familjen minerarflugor. Inga underarter finns listade i Catalogue of Life.